# Nearcha buffalaria
Nearcha buffalaria là một loài bướm đêm trong họ Geometridae.